# Philates thaleri
Philates thaleri là một loài nhện trong họ Salticidae.
Loài này thuộc chi Philates. Philates thaleri được Benjamin miêu tả năm 2004.